# 弗洛伊德·B·奥尔森
弗洛伊德·比约恩斯彻纳·奥尔森（Floyd Bjørnstjerne Olson，1891年11月13日—1936年8月22日），美国政治家，1931年1月6日至1936年8月22日期间担任第22任美国明尼苏达州州长。任期期间死于胃癌。 奥尔森是明尼苏达州农工党的一员, 也是该党第一个竞选州长成功的成员。他被一贯认为是明尼苏达州历史上最伟大的州长之一，也是当时最有影响力的美国政治家之一。

## 早年生涯
弗洛伊德·B·奥尔森出生于美国明尼苏达州明尼阿波利斯的北侧，他的父亲是挪威人，母亲是瑞典人，他是他们唯一的孩子。奥尔森在城北区成长，这是一个庞大的正统犹太聚居区。奥尔森和当地一些犹太家庭建立起了友谊，因此他当起了犹太人的助手，帮助犹太人在安息日做他们禁止做的事。由于与犹太人邻居的交往，童年时的奥尔森毫不费力地学会了意第绪语。几年后，他参加犹太社区活动时，已经能够说一口流利的意第绪语了，因此之后他只在选举办公室找了几名犹太人作咨询顾问。
1909年，奥尔森从明尼阿波利斯的北部社区高中毕业后，前往了北太平洋铁路局工作。次年，他就读于明尼苏达大学，但仅读了1年就离开了。在此期间，由于穿戴圆顶礼帽违法了校规，且拒绝参加所要求的预备役军官训练队的训练，他总是麻烦不断。
向西出发，他在华盛顿的西雅图短暂定居下来之前，在加拿大和阿拉斯加打了一系列的零工。他在西雅图当了一名码头装卸工，并在此期间加入了世界产业工人联盟。奥尔森开始涉览群书，并且渐渐成为一个平民主义者。他的余生都将半社会主义哲学铭记在心。
1913年，他回到明尼苏达州，就读于威廉姆·米切尔法学院，即当时的美国西北法律大学（Northwestern College of Law）。1915年拿到该校学位。同年，他与艾达·克瑞伊奇(Ada Krejci)在明尼苏达州的新布拉格相遇并结婚，成为了一名执业律师。

## 亨内平县检察官
1919年，奥尔森被聘为亨内平县助理检察官。次年，他的前任上司因受贿被解雇，他成为了一名亨内平县检察官。
在此期间内，他第一次涉足政治，帮助成立了48州委员会。这是一个试图获得美国第三党选票，草拟并帮助参议员罗伯特·拉福莱特先生竞选总统的组织。事实证明这并不成功，但拉福莱特在1924年被美国进步党提名为参加美国1924年大选的总统候选人。同年，奥尔森为了获得地方席位，在众议院参加了民主党候选人初选，但失败了。
作为一名亨内平县检察官，奥尔森严厉检举并打击那些不法的商贩，并以此为乐。很快，他因此而得名。在一次广为人知的诉讼案中，他与三K党进行较量，这让他赢得了尊敬，也带来了死亡的威胁。在1922和1926年，他成功获得连任。

## 州长候选人
1923年，奥尔森对明尼苏达公民联盟(Minnesota Citizens Alliance)的领导人提起诉讼，控告其雇佣职业杀手，将一名工会领袖的家炸毁。明尼苏达公民联盟是一个保守的商业组织，其致力于保护工作权利法的推行。奥尔森对公民联盟的穷追不舍，使他成为了当地劳工运动中的一名英雄。这促使他参加了明尼苏达州农工党的州长提名竞选。
由于已经争取到了亨内平县农工党中央委员会的支持，在一番残酷激烈的角逐后，奥尔森勉强赢得了提名竞选。在拉福莱特竞选总统的影响下（拉福莱特与奥尔森互相支持鼓励），他获得了43%的选票，落后于共和党候选人西奥多·克理斯丁森48%的选票。得票率第三的民主党候选人仅获得了6%的选票，被远远地落在后面。
4年后的1928年，新的“农工协会”（为了避免与当地共产党联系在一起，明尼苏达州农工党进行了更名）尝试选派奥尔森重新竞选州长。尽管党委再一次对他表示支持，并且承诺这次不会再遭遇一场提名选战，但奥尔森还是谢绝参加竞选。1928年的美国总统大选，农工党候选人竞选落败。随着赫伯特·胡佛的当选，共和党大获全胜。
然而到了1930年，随着美国股市崩盘，美国进入了大萧条时期。在党报力荐奥尔森参加州长竞选后，他轻松赢得了提名。奥尔森建立起了一个由农民，工会工人以及小企业主组成的联盟，这使他在州长竞选中赢得了压倒性的胜利。在与其余三名候选人的角逐中，奥尔森赢得了明尼苏达州87县竞选中的82县，获得了59%的选票。

## 拓展阅读
- 《弗洛伊德·B·奥尔森的政治生涯》（The Political Career of Floyd B. Olson）,明尼苏达大学出版社1951年出版，乔治·H·梅尔（George H. Mayer）著。